# The Fairy-Queen

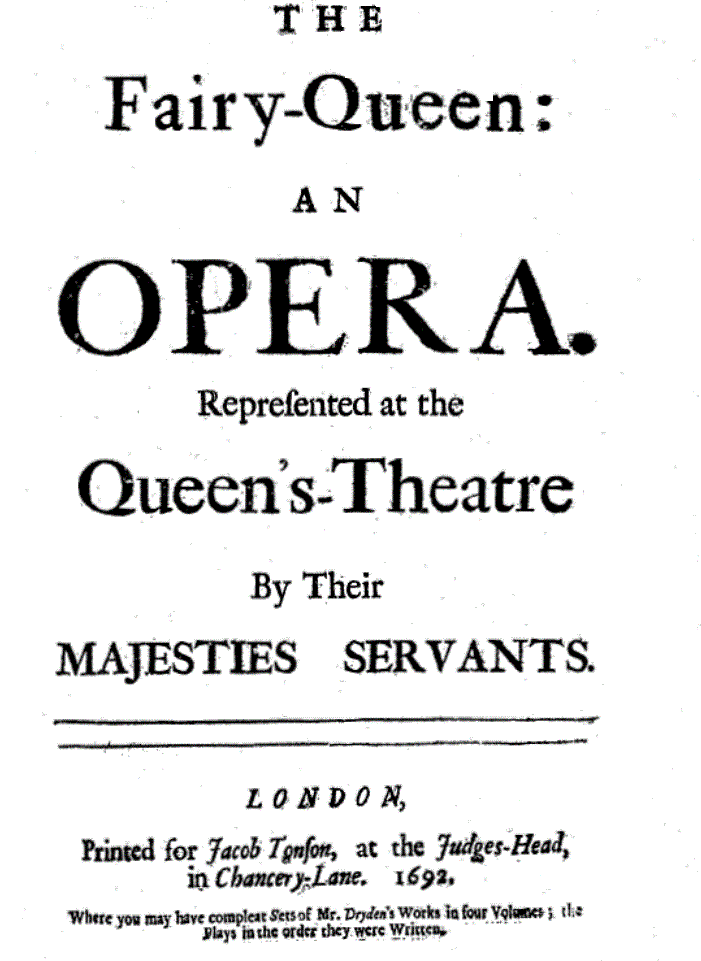

The Fairy-Queen, Z. 629 (tiếng Việt: Nữ chúa tiên) là vở opera của nhà soạn nhạc người Anh Henry Purcell. Tác phẩm này được Purcell sáng tác vào năm 1692. Lời của tác phẩm dựa theo vở kịch Giấc mộng đêm hè của đại văn hào William Shakespeare. Bản tổng phổ của vở opera đã bị thất lạc ngay sau khi Purcell qua đời. 